# پینرولو
پینرولو (به ایتالیایی: Pinerolo) یک کومونه در ایتالیا است که در استان تورین واقع شده‌است.

## خصوصیات
پینرولو ۵۰ کیلومترمربع مساحت و ۳۵٬۶۸۳ نفر جمعیت دارد و ۳۷۶ متر بالاتر از سطح دریا واقع شده‌است.

## خواهرخوانده
شهرهای گپ، پروانس آلپ-کوت دازور، تروان‌اشتاین، سان فرانسیسکو (آرژانتین) و Derventa خواهرخوانده‌های پینرولو هستند.